# Konstrukcja kablobetonowa
Konstrukcja kablobetonowa, kablobeton – konstrukcja sprężona (żelbetowa sprężona), w której siły sprężające wprowadzono po częściowym lub całkowitym stwardnieniu mieszanki betonowej. Siła jest przekazywana na konstrukcję głównie przez docisk za pomocą specjalnych systemów zakotwień kabla sprężającego. Cięgno sprężające (kabel) prowadzi się w kanale umieszczonym w elemencie przed zabetonowaniem lub na zewnątrz elementu. Trasa przebiegu cięgien sprężających jest projektowana w taki sposób, aby możliwie racjonalnie wykorzystać wytrzymałość elementu w każdym jego przekroju. Sprężać można konstrukcje betonowe wykonywane bezpośrednio na placu budowy jak również prefabrykaty. Obecnie często stosuje się zewnętrznie prowadzone cięgna do remontu lub zwiększania nośności istniejących konstrukcji żelbetowych (zbiorników, mostów).
Do naciągu cięgien stosuje się lewary (prasy naciągowe). 
W przypadku użycia cięgna z przewidzianą przyczepnością po zakotwieniu naprężonego cięgna, przestrzeń pomiędzy nim a ściankami tunelu wypełnia się materiałem iniekcyjnym (np. zaczynem cementowo-wodnym) o odpowiedniej wytrzymałości. Iniekt spełnia rolę ochronną dla wrażliwego na korozję cięgna, jak również uczestniczy w przekazywaniu sił sprężających na konstrukcję.
Konstrukcje kablobetonowe stosowane są do wykonywania przekryć o dużych (na ogół powyżej 18 m) rozpiętościach np. w halach przemysłowych, widowiskowych itp. mostach, wiaduktach oraz niezagłębionych zbiornikach.